# Deltatheridium
Deltatheridium (що означає трикутний звір або дельта-звір) є вимерлим видом метатерії. Він мешкав у Монголії під час верхньої крейди, приблизно 80 мільйонів років тому. Це був базальний метатерій, що ставить його близько до початку лінії, яка привела до сумчастих тварин. Він мав довжину приблизно 15 см. Його зуби вказують на те, що він був хижим. Один екземпляр Archaeornithoides може засвідчити напад цього ссавця, на черепі є сліди від зубів, які збігаються з його зубами.